# Sewen

Sewen este o comună în departamentul Haut-Rhin din estul Franței. În 2009 avea o populație de 533 de locuitori.

## Evoluția populației
| An        | 1975 | 1982 | 1990 | 1999 | 2006 | 2009 |
| --------- | ---- | ---- | ---- | ---- | ---- | ---- |
| Populație | 552  | 516  | 539  | 530  | 531  | 533  |